# Christopher Booker
Christopher John Penrice Booker (7 ottobre 1937 – 3 luglio 2019) è stato un giornalista e scrittore britannico.
Nel 1961 fu uno dei fondatori della rivista satirica Private Eye. Dal 1990 scrive come opinionista per il giornale domenicale The Sunday Telegraph. È noto per le sue posizioni controverse (opposte a quelle del consenso scientifico) su diverse tematiche, tra cui il riscaldamento globale, le correlazioni tra il fumo passivo e il cancro e i pericoli derivanti dall'asbesto.
Fortemente critico nei confronti dell'Unione europea, ha scritto in collaborazione con Richard North una serie di libri storiografici su di essa in chiave euroscettica, tra cui il più famoso è The Great Deception.

## Opere
- The Neophiliacs: A Study of the Revolution in English Life in the Fifties and Sixties (1969)
- Goodbye London (con Candida Lycett Green, 1979)
- The Seventies: Portrait Of A Decade (1980)
- The Games War: A Moscow Journal (1981)
- The Mad Officials: How The Bureaucrats Are Strangling Britain (con Richard North, 1994)
- The Castle of Lies: Why Britain Must get Out of Europe (con Richard North, 1996)
- A Looking-Glass Tragedy. The Controversy Over The Repatriations From Austria in 1945 (1997)
- The Great Deception: Can the European Union Survive? (con Richard North, 2003)
- Le sette trame fondamentali (The Seven Basic Plots: Why We Tell Stories, 2004)
- Scared To Death: From BSE To Global Warming, Why Scares Are Costing Us The Earth (con Richard North, 2007)
- The Real Global Warming Disaster (2009)
- Climategate to Cancun: The Real Global Warming Disaster Continues... (con Richard North, 2010)